# Gustav Klingelhöfer
Gustav Klingelhöfer (16 octobre 1888 à Metz - 16 janvier 1961 à Berlin) est un homme politique allemand du SPD. Il fut député au Bundestag allemand de 1953 à 1957.

## Biographie
Gustav Klingelhöfer naît à Metz en Lorraine le 16 octobre 1888. Après son Abitur, Gustav Klingelhöfer suit des études d’économie. Klingelhöfer commence sa carrière politique en 1917. En 1918, il devient rédacteur de l'hebdomadaire « Süddeutsche Freiheit ». Il participe en 1919 à la formation de la République des conseils de Bavière, une tentative de transformer la Bavière en un État socialiste gouverné par les conseils ouvriers. Cette république ne dura que du 7 avril au 2 mai 1919. En raison de ses activités politiques, il est condamné en juin 1919 à cinq ans et demi de forteresse. Après sa libération, il devient rédacteur en chef économique de la « SPD-Zeitung », de 1924 à 1933.
Après la Seconde Guerre mondiale, il est brièvement rédacteur en chef des journaux « Einheit »  et « Der Sozialdemokrat » du SPD. En 1945, il dirige le bureau politique du SPD de Berlin. En 1946, il devient Secrétaire, puis Premier secrétaire au Comité central du parti. De 1946 à 1948, il devient membre du Conseil municipal du Grand-Berlin, puis est élu en 1950 à la Chambre des députés de Berlin-Ouest. Il reste député de Berlin au Bundestag allemand, de 1953 à 1957. Jusqu'en 1951, il demeura en outre sénateur chargé de l'économie et des entreprises à Berlin-Ouest.
Klingelhöfer décéda à Berlin le 16 janvier 1961. Il est inhumé au cimetière de Berlin-Zehlendorf.

## Publications
- (de) Um das Recht der 18 Millionen: Ein Sieg im kalten Krieg und seine Folgen in "Berliner Stimme", 11 juillet 1953.